# Tore Bergh
Tore Henrik Bergh, född 23 april 1916 i Matteus församling, Stockholm, död där 20 januari 2007, var en svensk konstnär.
Han var son till bergsingenjören Sven V. Bergh och hans maka född Jacobsson. Efter studentexamen 1935 studerade Berg vid Otte Skölds målarskola 1935–1936 och vid Konsthögskolan i Stockholm 1936–1942 samt under studieresor till Danmark, Finland, Italien och Sicilien. Separat ställde han ut på Karlskoga konsthall 1947 och på Konstnärshuset i Stockholm 1949, tillsammans med Birgit Forssell ställde han ut i Borås 1950. Han medverkade i konstutställningar med Sveriges allmänna konstförening och Svensk-franska konstgalleriets höstsalonger. Bland hans offentliga arbeten märks en väggmålning för Götabankens lokalkontor på Drottninggatan i Stockholm och dekorationer för Nya teaterns framförande av Tjechovs Tre systrar. Hans konst består av modellstudier, porträtt, landskap och skisser till fresker. Bergh är begravd på Norra begravningsplatsen utanför Stockholm.

## Teater

### Scenografi
| År   | Produktion                         | Upphovsmän                             | Regi             | Teater      | Noter |
| ---- | ---------------------------------- | -------------------------------------- | ---------------- | ----------- | ----- |
| 1945 | Tre systrar Три сeстры, Tri sestry | Anton Tjechov Översättning Jarl Hemmer | Per-Axel Branner | Nya Teatern |       |